# Ahmed Abdallah Mohamed Sambi
Pour les articles homonymes, voir Sambi.
Ahmed Abdallah Mohamed Sambi (en arabe : أحمد عبدالله محمد سامبي), né le 5 juin 1958 à Mutsamudu (Anjouan, dans l'archipel des Comores), est un chef d'État comorien.
Théologien (il est surnommé « l'Ayatollah ») et industriel dans le secteur de la literie, de la parfumerie et de l'embouteillement, il exerce les fonctions de député et de président de la Commission des lois à l’Assemblée nationale de 1996 à 1997 avec le Front national pour la justice (FNJ) dont il est un membre fondateur.
En candidat indépendant, Sambi remporte l'élection présidentielle de 2006 avec 58,02 % des voix. Il prend ses fonctions de président de l'union des Comores le 26 mai 2006.
En 2013, Sambi fonde le parti Juwa qui devient, en quelques années seulement, le plus grand parti politique de l'union des Comores.

## Carrière politique
Comorien d'Anjouan ayant des origines arabe hadhrami, Sambi qui s'est présenté en candidat indépendant aux élections, a été élu président de l'union des Comores le 14 mai 2006, premier sur treize autres candidats avec 58,40 % des votes, en tant que candidat d'Anjouan, comme prévu par le système de présidence tournante entre les îles. Il promet de combattre la corruption, de créer des emplois et de construire de meilleurs logements pour la majorité des comoriens qui vivent dans la difficulté. 
Après une conférence inter-comorienne, Sambi a convoqué les électeurs comoriens pour un référendum constitutionnel le 17 mai 2009, approuvé par 93 % des votants. Cette nouvelle Constitution renforce les pouvoirs du président de l'Union, ceux des présidents îles devenant des « gouverneurs » avec une plus large autonomie, les Assemblées des îles des « conseils » et les députés des îles des « conseillers ».
Le mandat du président Sambi ainsi que ceux des gouverneurs prendront fin au même moment, conformément à l'harmonisation des élections issue dans la nouvelle Constitution. En effet, sous le calendrier de l'ancienne Constitution, l'union des Comores était condamnée à organiser des élections chaque année. 
Il proteste contre la France à l'ONU en septembre 2010 pour avoir accordé le statut de département à l'île de Mayotte, en violation selon lui du droit international qui reconnaitrait Mayotte comme étant un territoire comorien. En effet, selon les autorités de l'union des Comores, Mayotte est une île comorienne ; la question n'est cependant pas tranchée à l'ONU, qui n'a plus abordé cette question depuis le XXe siècle. 
Son mandat expire le 26 mai 2010 mais la Cour constitutionnelle, qui a annulé la prorogation de son mandat, décrète son maintien au poste de président de l'Union, avec des pouvoirs limités, en attendant la nouvelle élection présidentielle.
Son successeur Ikililou Dhoinine, qui était son vice-président depuis 2006, est élu le 26 décembre 2010 et lui succède effectivement le 26 mai 2011. Toujours dans le cadre de la présidence tournante entre les îles, il est le premier président originaire de Mohéli.
A l'élection présidentielle de 2016, Sambi soutient officiellement Fahmi Saïd Ibrahim, leader du Parti pour l'Entente comorienne (PEC). Au deuxième tour de l'élection, le parti Juwa a soutenu Azali Assoumani. 
Après avoir critiqué le projet de référendum du président actuel Azali Assoumani, qui prévoit de réviser la Constitution et a décidé de suspendre la Cour constitutionnelle par un simple décret, il est placé en résidence surveillée le 19 mai 2018. Puis, il a été placé en détention provisoire le 20 août 2018 et ce jusqu'à ce jour ainsi que le Dr. Abdou Salami Abdou, ex-gouverneur de l'île d'Anjouan.

## Scandales de corruption
Ahmed Abdallah Sambi a été accusé d'implication avec son neveu, Anbdou Satar Sambi, en 2018 dans une vaste affaire de corruption impliquant un système de vente de passeports (en partie officiels et en partie clandestins et destinés à des apatrides des émirats arabes unis), débouchant sur un détournement de fonds gigantesque de 971 millions de dollars (soit 80 % du produit intérieur brut annuel du pays).
Le lundi 28 novembre 2022, l'ancien président comorien Ahmed Abdallah Sambi a été condamné à la réclusion à perpétuité dans un procès devant la Cour de sûreté de l’État pour « haute trahison » qu'il dénonce comme inéquitable,.
La Cour de sûreté de l’État est une juridiction d'exception dont les décisions ne peuvent pas faire l'objet d'appel.